# Entrismo

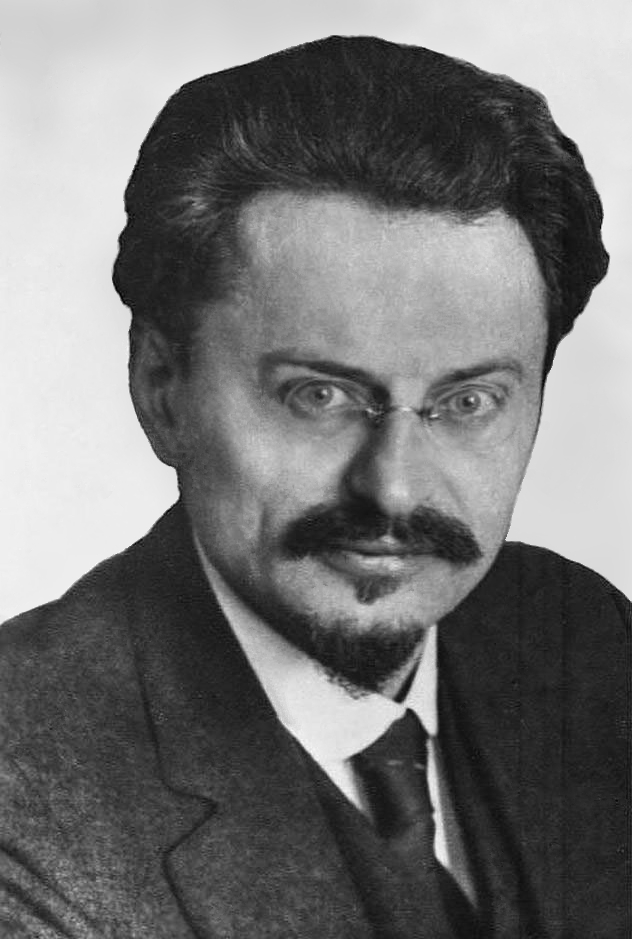
Lev Davidovich Trotsky

Por entrismo se conoce una táctica política empleada por algunos grupos trotskistas de la Cuarta Internacional. Consiste en que sus miembros se afilien o entren en los grandes partidos de masas de sus respectivos países, especialmente en los pertenecientes a la Segunda Internacional, cercanos a la rama socialdemócrata. Su objetivo principal es ganar grupos que se radicalizan hacia posturas revolucionarias dentro de partidos reformistas para el partido revolucionario. Por medio de esta táctica ellos entendían que les permitía mantener un contacto cotidiano con decenas de miles de trabajadores, ganando su derecho a participar en la lucha y en la discusión sobre los objetivos del movimiento, al mismo tiempo que les daba la oportunidad indispensable para probar a diario sus ideas y consignas en las acciones de las masas.
Con el tiempo la táctica del entrismo (tanto oficialmente como extraoficialmente) ha sido adoptada por todo tipo de partidos políticos y organizaciones.

## Historia
Tras la muerte de Lenin y la subida al poder de Iósif Stalin, éste empezó a imponer su concepción del socialismo en un solo país tanto en la Unión Soviética como en el comunismo internacional, al menos hasta asegurar la consolidación del socialismo en la Unión Soviética. Los "trotskistas", círculos zinovievistas y otros opositores al marxismo-leninismo, y a las decisiones aplicadas por el conjunto del Comité Central basado en el principio de la democracia interna, que formaban la autodenominada oposición de izquierda internacional ya eran perseguidos por los gobiernos de la mayoría de los países por ser marxistas, pero, el gobierno soviético, tras el asesinato de Kírov por  Leonid Nikoláev, miembro de la oposición trotskista-zinovievista, empezó también una feroz persecución en todo el mundo usando miembros de los partidos comunistas locales y agentes de la NKVD.
Sus principales líderes (León Trotski, Andreu Nin, etc.), muchos de sus miembros y simples simpatizantes de la oposición fueron asesinados o hechos desaparecer, por cuestionar las decisiones de la Internacional comunista e ir a contracorriente del grueso de la opinión marxista-leninista internacional.
Además, la oposición de izquierda no tenía una organización única ni líderes claros, ni siquiera León Trotski, aunque era quizás el más respetado. En su difícil situación, y su falta de vinculación con las masas, éstas estaban siendo ganadas o continuaban bajo la dirección de organizaciones socialdemócratas o reformistas, lo que demostraba que en la práctica la política entrista supuso todo un fracaso. En ese contexto se propone el entrismo como una forma de ganar simpatizantes al programa revolucionario, introduciéndose por cortos espacios de tiempo en tales partidos de masas para ganar a sus militantes más avanzados, que rompían con sus direcciones uniéndose a las organizaciones trotskista-leninistas de la IV Internacional, y cambiar así su balance de fuerzas, abandonando luego la organización de masas.
Conocida como "Giro Francés", el entrismo fue defendido por León Trotski y otros miembros destacados a partir de los años 30, lo que provocó una gran polémica que agudizó los enfrentamientos internos. Los partidarios del entrismo, cercanos a las ideas trotskistas, quien en su momento fuese un destacado líder del partido menchevique, se hacían llamar leninistas, aunque sus tesis suponían una práctica que ponía en juego la unidad del partido comunista de vanguardia, una de las principales teorías del leninismo.
Esta táctica a menudo se confunde con la del llamado entrismo sui generis, que consiste en practicar la entrada masiva en las organizaciones de masas reformistas o marxistas-leninistas, sin explicitar el programa político (por lo que también es llamado entrismo profundo o "a boca cerrada"), lo que en la práctica conduce a la disolución paulatina dentro de dichos partidos. Muchos seguidores de Trotski, opositores a esta clase de entrismo sui generis, entre los que destacan Nahuel Moreno y sus seguidores, la combatieron en el seno de la IV Internacional, cuando fue adoptada por los seguidores del griego Michel Pablo en la táctica conocida como pablismo, y apoyada por espacio de unos años por Ernest Mandel, quien más tarde rectificaría, junto con sus seguidores. Nahuel Moreno, y sus seguidores, defendían que dicha táctica sería liquidacionista para las organizaciones que la adoptaran dentro de la IV Internacional, puesto que supondría la capitulación paulatina a las direcciones que pretendían disputar o con que pretendían compartir frente único, la descomposición de secciones enteras de la IV y la disolución paulatina dentro de estas organizaciones, siendo acertado el pronóstico, y dando lugar a una importante escisión en la Internacional.
La mayoría de las organizaciones trotskistas se han constituido como partidos independientes y abandonado la práctica del entrismo, aunque algunas, como la Corriente Marxista Internacional, aún lo defienden. Su antiguo dirigente Ted Grant lo explicaba así: "Desde dentro de sus filas, entre los luchadores de la clase obrera, surgirán las fuerzas del marxismo revolucionario. Fuera de las organizaciones de masas no se creará nada que pueda resistir la fuerza del tiempo".